# Gateway Load Balancing Protocol
Gateway Load Balancing Protocol (以下GLBPと略す) は、シスコシステムズのルータに実装されている、ルータの多重化を行うための通信プロトコル。主にゲートウェイのロードバランサ、多重化としての役割をはたす。

## フィーチャー
- GLBP SSO
- ISSU
- GLBP クライアント キャッシュ